# شهرستان چرنوزملسکی
شهرستان چرنوزملسکی (به لاتین: Chernozemelsky District) یک شهرستان در روسیه است که در قالمیقستان واقع شده‌است.